# ديفيد جيه ايشر
ديفيد جيه ايشر (بالإنجليزية: David J. Eicher )‏ (و. 1961 – م) هو مؤرخ عسكري، وعالم فلك من الولايات المتحدة الأمريكية . ولد في أوكسفورد، أوهايو .